# Super Mario Bros.: The Lost Levels
Super Mario Bros.: The Lost Levels (укр. Супербрати Маріо: Загублені рівні) — комп'ютерна гра в жанрі платформер, розроблена й видана Nintendo. Японська версія гри вийшла під назвою Super Mario Bros. 2 (яп. スーパーマリオブラザーズ2, Sūpā Mario Burazāzu Tsū) або Super Mario Bros. 2: For Super Players (укр. Super Mario Bros. 2: для супер-гравців) на платформі Family Computer Disk System 3 червня 1986 року. Гра є прямим продовженням бестселера Super Mario Bros. Розробники вказали, що спочатку продовження гри повинно було бути іншим: існував її прототип, котрий пізніше був випущений у Японії в трохи незакінченому вигляді під назвою Doki Doki Panic. Через високу складність гри, а також схожість її з попердником, американський підрозділ Nintendo, замість випуску її як продовження Super Mario Bros., найняв японських розробників для завершення початкового прототипу як Super Mario Bros. 2. У результаті в спільноті фанатів нема єдиної думки, яка гра є «справжнім Mario 2»: дехто вважає, що це Lost Levels, а інші, що це американська версія початкового прототипу — Super Mario Bros. 2.
The Lost Levels був включений у склад збірки Super Mario All-Stars для SNES. У 2007 році початкова версія для Famicom Disk System стала доступною до завантаження (у том числі в Північній Америці) для Virtual Console. Єдиною відмінністю від початкової версії є відсутність екрану завантаження.
Зав'язка гри така ж, як і в оригінальній Super Mario Bros.: Боузер викрав принцесу Піч и закрив її в одному із своїх замків. Маріо (або Луїджі) повинні пройти Грибне королівство, перемогти прислужників Боузера та врятувати принцесу. Гра використовує той же рушій, що й Super Mario Bros., а також дуже схожа на неї візуально. Гра мала підвищений рівень складності та була націлена на досвідчених гравців Super Mario Bros.